# Sreebardi
Sreebardi (en bengali : শ্রীবর্দি) est une upazila du Bangladesh dans le district de Sherpur. En 1991, on y dénombrait 228 194 habitants.